# Сунаката
Сунака́та (каз. Сунақата) — село у складі Жанакорганського району Кизилординської області Казахстану. Адміністративний центр Сунакатинського сільського округу.
Населення — 1831 особа (2021; 1799 у 2009, 1882 у 1999, 1645 у 1989).